# Tomas Tobé
Tomas Tobé (Município de Gävle , 16 de fevereiro de 1978 ) é um empresário, homem de negócios e político sueco, membro do Partido Moderado (conservador).
Foi Deputado do Parlamento da Suécia em 2006-2019. Foi secretário do Partido Moderado em 2015-2017, após Kent Persson e antes de Anders Edholm. Foi segundo vice-presidente da Comissão Europeia (EU-nämnden) desde 2019. Foi eleito Deputado do Parlamento Europeu em 2019. Foi eleito em 2019 Presidente da Comissão do Desenvolvimento do Parlamento Europeu. 